# لايت أو إس
لايت أو إس (بالإنجليزية: LiteOS)‏ هو نظام تشغيل فوري خفيف الوزن تم تطويره من قبل هواوي. وهو نظام تشغيل مفتوح المصدر ويتوافق مع معايير بوزيكس، ويتم إصداره تحت توزيعة برمجيات بيركلي. يدعم المشروع متحكمات صغيرة ذات معماريات مختلفة مثل ARM (M0/3/4/7، A7/17/53، ARM9/11)، x86، و RISC-V.
تعمل الساعات الذكية التي تنتجها هواوي وعلامتها السابقة "Honor" بنظام "لايت أو إس". ودُمج "لايت أو إس" لاحقًا في نظام "هارموني أو إس".

## مميزات
- نواة خفيفة الوزن وصغيرة؛ أقل من 10 كيلوبايت[1]
- كفاءة في استهلاك الطاقة
- تشغيل سريع خلال بضعة مللي ثانية
- دعم NB-IoT و واي فاي وإيثرنت و BLE و Zigbee وغيرها من بروتوكولات IoT المختلفة
- دعم الوصول إلى منصات سحابية مختلفة

## التاريخ
في 20 مايو 2015، خلال مؤتمر شبكة هواوي، اقترحت هواوي حلًا للأجهزة الإنترنتية المتصلة يحمل اسم '1+2+1' وأصدرت نظام التشغيل الخاص بالأجهزة الإنترنتية المتصلة والذي يحمل اسم لايت أو إس